# Жамбалов, Булат Гэндэнович
Булат Гэндэнович Жамба́лов (16 июля 1952, с. Тохой, Селенгинский аймак, Бурят-Монгольская АССР — 11 декабря 2016, Улан-Удэ)  — советский и российский бурятский художник-ювелир, заслуженный художник Российской Федерации. Лауреат Государственной премии РСФСР (1990).

## Биография
Трудовую деятельность начал в 1970 году на предприятии народно-художественных промыслов (Улан-Удэ).
Обучался ювелирному искусству у потомственного дархана Б-М.Г. Тубчинова (1971), в 1975 году окончил Абрамцевское художественно-промышленное училище в Московской области. Член СХ РСФСР (1977). 
С 1975 года работал в художественно-производственных мастерских при Союзе художников Бурятии в качестве художника-ювелира, где начал выставлять свои работы на всех художественных выставках. Был участником многочисленных республиканских, межобластных, зональных, российских, зарубежных выставок, в т. ч. персональных в Республиканском художественном музее имени Ц. С. Сампилова (2002, 2013), в Музее истории города (2008).
Произведения мастера хранятся в Республиканском художественном музее имени Ц. С. Сампилова, в Этнографическом музее народов Забайкалья (Улан-Удэ), в фондах «РОСИЗО», в Государственном музее искусства народов Востока (Москва), в частных коллекциях Америки, Японии, Индии, Германии, Малайзии, Франции, Испании.

## Избранные работы
- бурятский нож со львом и драконом (1976)
- женский гарнитур «Оюна» (1976)
- мужской гарнитур «Узы дружбы» (1978)
- бурятский нож с подвеской «Зоригто» (1981)
- женский гарнитур «Селенга» (1981)
- женский гарнитур с кораллом «Праздничный» (1993)

## Награды и звания
- заслуженный художник РФ
- Государственная премия РСФСР за работы и произведения в области народного художественного творчества (1990) — за работы последних лет
- народный художник Республики Бурятия
- Государственная премия Республики Бурятия.